# Baardlijstergaai
De baardlijstergaai (Ianthocincla cineracea, voorheen Garrulax cineraceus) is een zangvogel uit de familie Leiothrichidae.

## Verspreiding en leefgebied
Deze soort komt voor van noordoostelijk India tot oostelijk China en telt drie ondersoorten:
- I. c. cineracea: noordoostelijk India en westelijk Myanmar.
- I. c. strenua: van oostelijk Myanmar tot zuidelijk China.
- I. c. cinereiceps: centraal en oostelijk China.